# Phil Medley
Phil Medley (9 avril 1916-New York, 3 octobre 1997), est un auteur-compositeur américain célèbre pour sa chanson Twist and Shout en 1961.

## Biographie
On lui doit de nombreuses chansons écrites souvent avec Bert Berns pour de nombreux chanteurs et groupes comme Gene Pitney, Dinah Washington, Dianne Reeves, Cliff Richard, The Rivieras (en), The Rocky Fellers (en) ou The Kingsmen. 
Il meurt d'un cancer à New York le 3 octobre 1997. 

## Discographie
Albums
- Happy Walk, Pyramid, 1976
- After Hours 77' , Pyramid, 1977

Singles
- Snap It, Pyramid, 1976
- Sun...Sun...Sun, Pyramid, 1976
- Moon Medley / Happy Walk / Chunky Butt, Pyramid, 1976
- Happy Walk, Pyramid, 1976